# 森斯巴赫塔尔
森斯巴赫塔尔（德語：Sensbachtal，發音：[ˈzɛnsbaxˌtaːl]，意为“森斯河谷”）是德国黑森州达姆施塔特行政区奥登林山县曾经的一个市镇，面积33.94平方千米，2010人口为983人。2018年1月1日，森斯巴赫塔尔与另外3个市镇合并为新市镇奥伯岑特。